# سیارک ۱۴۵۰۵
سیارک ۱۴۵۰۵ (به انگلیسی: 14505 Barentine، نامگذاری:1996AW4) چهارده هزار و پانصد و پنجمین سیارک کشف شده‌است که در ۱۲ ژانویه ۱۹۹۶ کشف شد.
قدر مطلق سیارک برابر ۱۵.۵ است.